# Kall (Niemcy)
Kall – miejscowość i gmina w Niemczech, w kraju związkowym Nadrenia Północna-Westfalia, w rejencji Kolonia, w powiecie Euskirchen. W 2010 roku liczyła 11 817 mieszkańców.

## Współpraca
Miejscowość partnerska:
- Mol, Belgia (do 2021 r.)